# The Joshua Tree
The Joshua Tree is het vijfde studioalbum van de Ierse rockband U2, dat verscheen in 1987. Het album is beïnvloed door blues, folk, gospel en de fascinatie van de bandleden voor Amerika. Brian Eno en Daniel Lanois produceerden de plaat.
The Joshua Tree werd bij de uitgave een commercieel succes, het is waarschijnlijk het meest geprezen album dat U2 heeft gemaakt. In Rolling Stone's lijst van 500 beste albums aller tijden stond het album op nummer 26. Het heeft in 
Radio Veronica's Album Top 1000 en 750 Allertijden op 1 gestaan. In de afgelopen jaren is het van de troon gestoten door Ten van Pearl Jam. Van het album zijn de nummers Where the Streets Have No Name, With or Without You en I still haven't found what I'm looking for als single uitgebracht. In God's Country werd in de Verenigde Staten ook als single uitgebracht en One Tree Hill in Nieuw-Zeeland. Van het album zijn meer dan 20 miljoen exemplaren verkocht. Daarmee staat The Joshua Tree op nummer 89 van bestverkochte albums aller tijden.
Het album is vernoemd naar de zogenaamde "Joshua trees", cactusachtige bomen in de woestijn van zuidelijk Californië. De tracklist van het album is bepaald door Kirsty MacColl (een vriendin van de band). Deze stelde de lijst samen op volgorde van haar favoriete nummers.
In augustus 2011 kwam Guus van Hove (de directeur van poppodium 013) door een hitteberoerte te overlijden toen hij in het Joshua Tree National Park zocht naar de boom die op de albumhoes van The Joshua Tree staat. Deze boom bevond zich echter op een geheel andere locatie nabij Death Valley en bestaat inmiddels niet meer.
De fotografie voor de hoes van het album is van de Nederlandse fotograaf en cineast Anton Corbijn.

## Tracklist
1. Where the Streets Have No Name – 5:37
2. I still haven't found what I'm looking for – 4:37
3. With or Without You – 4:56
4. Bullet the Blue Sky – 4:32
5. Running to Stand Still – 4:18
6. Red Hill Mining Town – 4:52
7. In God's Country – 2:57
8. Trip Through Your Wires – 3:32
9. One Tree Hill – 5:23
10. Exit – 4:13
11. Mothers of the Disappeared – 5:14

### Bonus-audio-cd 2007
1. Luminous Times (Hold on To Love) - 4:34
2. Walk To The Water - 4:49
3. Spanish Eyes - 3:16
4. Deep In The Heart - 4:31
5. Silver And Gold - 4:37
6. Sweetest Thing - 3:04
7. Race Against Time - 4:02
8. Where The Streets Have No Name (Single Edit) - 4:50
9. Silver And Gold (Sun City) - 4:42
10. Beautiful Ghost/Introduction To Song Of Experience - 3:56
11. Wave Of Sorrow.(Birdland) - 4:06
12. Desert Of Our Love - 4:58
13. Rise Up - 4:08
14. Drunk Chicken/America - 1:31

### Bonus-dvd
1. U2 Live From Paris
2. Outside It 's America – Documentary
3. With Or Without You
4. Red Hill Mining Town

## Bezetting
- Bono - zang, gitaar, mondharmonica
- The Edge - gitaar, zang, keyboard
- Adam Clayton - basgitaar
- Larry Mullen jr. - drums

Extra:
- Brian Eno – keyboard, zang
- Daniel Lanois – gitaar, tamboerijn, zang